# Siegfried Warwel
Siegfried Warwel (ur. 16 sierpnia 1939 w Braniewie, zm. 28 marca 2021 w Akwizgranie) – niemiecki chemik, doktor habilitowany, w latach 1982–1993 profesor Politechniki w Akwizgranie.

## Życiorys
Urodził się w Braniewie w Prusach Wschodnich. Studiował chemię. Uzyskał stopień doktora nauk ścisłych (Dr. rer. nat.). Habilitował się z dziedziny chemii technicznej. 18 czerwca 1975 został wykładowcą chemii technicznej i petrochemii. Od 1 marca 1979 wykładał jako nieetatowy profesor, w 1982 mianowany profesorem uczelni i na tym stanowisku wykładał do 30 września 1993. Od 1993 roku kierował Instytutem Badań Lipidów BAGKF w Detmold i Münster. W 1999 roku został dyrektorem Federalnego Instytutu Badawczego.
Obszar jego zainteresowań badawczych obejmował katalizę, chemię tłuszczów i surowce odnawialne. W 2004 przeszedł na emeryturę.
Zmarł 28 marca 2021 w Akwizgranie, w wieku 81 lat.